# Nagano (prefectuur)

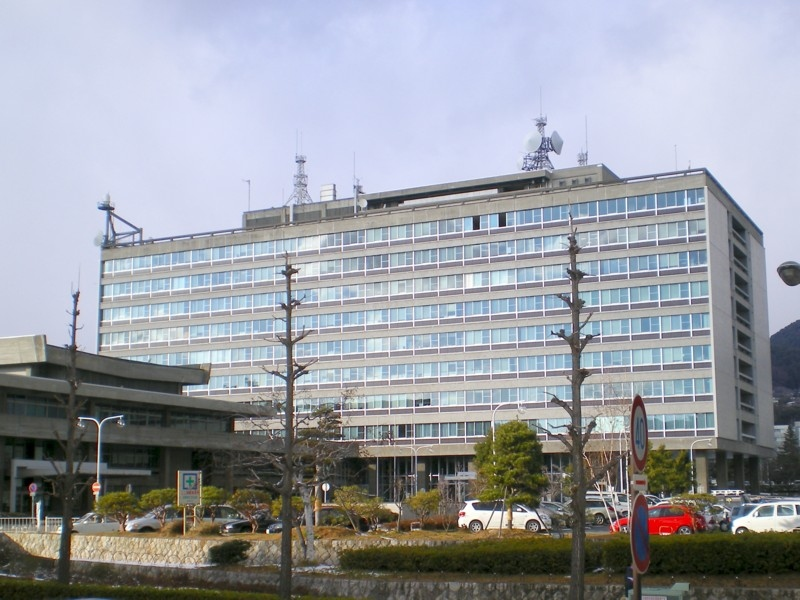
De zetel van de prefectuur Nagano

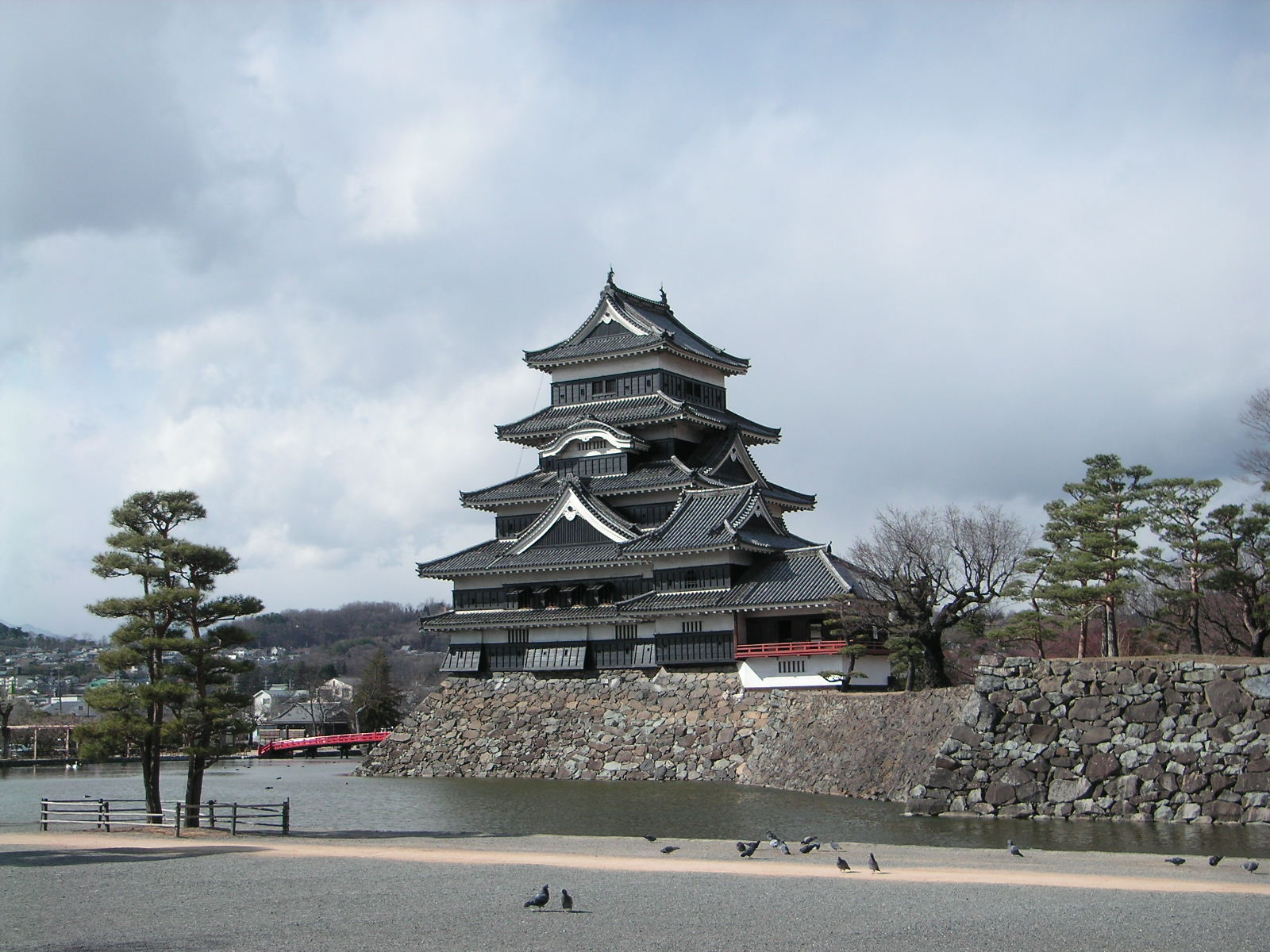
Kasteel van Matsumoto

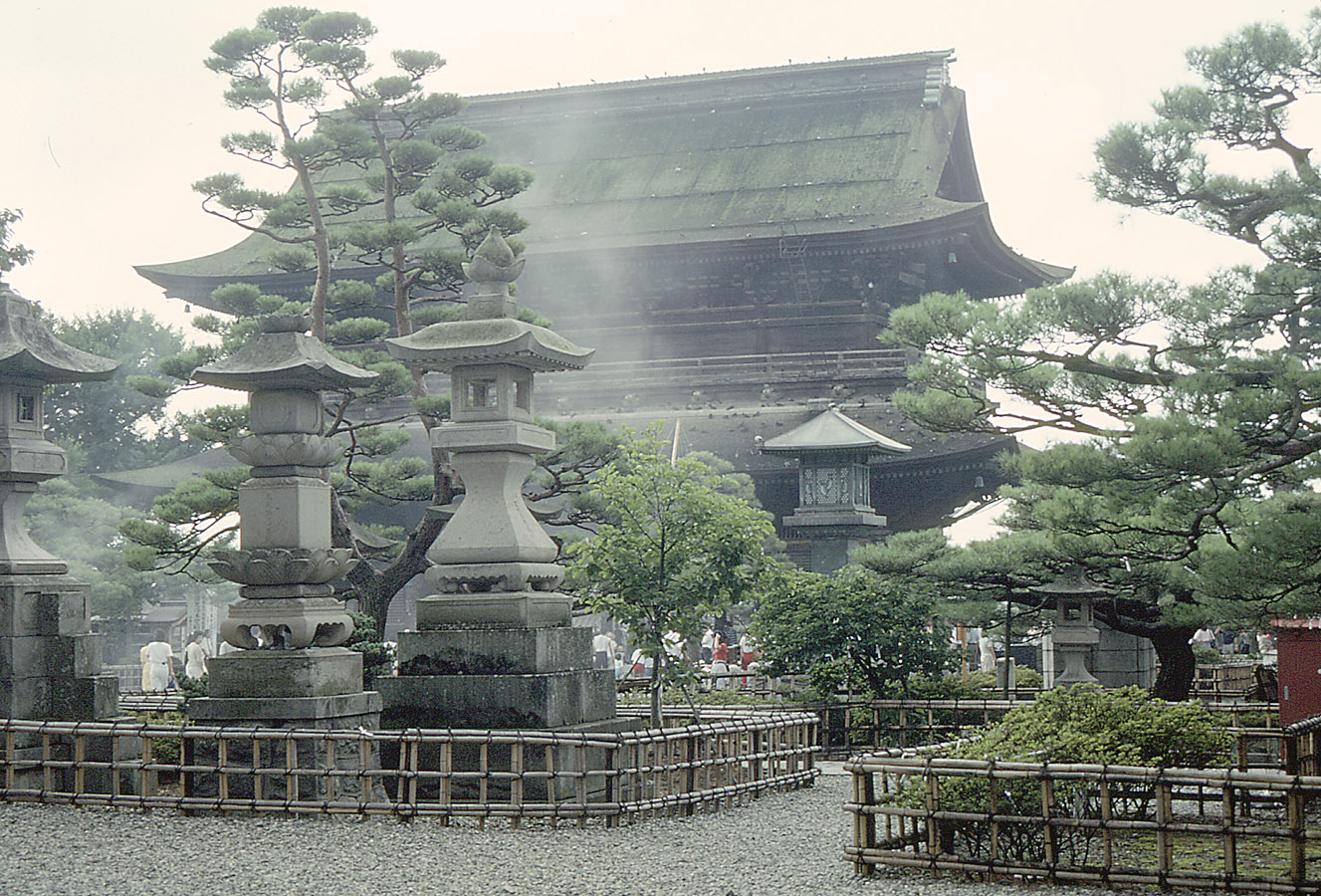
Zenkō-ji in Nagano

De prefectuur Nagano  (Japans: 長野県, Nagano-ken) is een Japanse prefectuur in de regio Chubu in Honshu. Nagano heeft een oppervlakte van 13.562,23 km² en had op 1 maart 2008 een bevolking van ongeveer 2.178.639 inwoners. De hoofdstad is Nagano.

## Geschiedenis
De prefectuur Nagano stond vroeger bekend als de provincie Shinano. Deze provincie was tijdens de Sengoku-periode verdeeld onder de verschillende lokale daimyo.
Nagano was de gaststad voor de Olympische Winterspelen van 1998. Deze gaven de prefectuur niet alleen internationale bekendheid maar ook een rechtstreekse Shinkansen verbinding met Tokio.

## Geografie
Negen van de twaalf hoogste bergen van Japan bevinden zich in de prefectuur.
De administratieve onderverdeling is als volgt:

### Zelfstandige steden (市) shi
Er zijn 19 steden in de prefectuur Nagano.
| - Azumino - Chikuma - Chino - Iida - Iiyama - Ina - Komagane - Komoro - Matsumoto - Nagano (hoofdstad) | - Nakano - Okaya - Omachi - Saku - Shiojiri - Suwa - Suzaka - Tomi - Ueda |

### Gemeenten (郡 gun)
De gemeenten van Nagano, ingedeeld naar district:
| District       | Gemeenten |
| -------------- | --- |
| Chiisagata     | Aoki - Nagawa |
| Hanishina      | Sakaki |
| Higashichikuma | Asahi - Chikuhoku -Ikusaka - Omi - Yamagata                                                                         |
| Kamiina        | Iijima - Minamiminowa - Minowa - Miyada - Nakagawa - Tatsuno                                                        |
| Kamiminochi    | Iizuna - Ogawa - Shinano                                                                                            |
| Kamitakai      | Obuse - Takayama |
| Kiso           | Agematsu - Kiso - Kiso - Nagiso - Okuwa - Ōtaki                                                                     |
| Kitaazumi      | Hakuba - Ikeda - Matsukawa - Otari                                                                                  |
| Kitasaku       | Karuizawa - Miyota - Tateshina                                                                                      |
| Minamisaku     | Kawakami - Kitaaiki - Komi - Minamiaiki - Minamimaki - Sakuho                                                       |
| Shimoina       | Achi - Anan - Hiraya - Matsukawa - Neba - Oshika - Shimojo - Takagi - Takamori - Tenryū - Toyooka - Urugi - Yasuoka |
| Shimominochi   | Sakae |
| Shimotakai     | Kijimadaira - Nozawaonsen - Yamanouchi                                                                              |
| Suwa           | Fujimi - Hara - Shimosuwa                                                                                           |

### Fusies
(Situatie op 9 juli 2010) 
Zie ook: Gemeentelijke herindeling in Japan
- Op 1 september 2003 fuseerden de gemeenten Koshoku en Kamiyamada (van het District Sarashina en Togura van het District Hanishina tot de nieuwe stad Chikuma.
- Op 1 april 2004 werden de gemeenten Kitamimaki van het District Kitasaku en Tobu van het District Chiisagata samengevoegd tot de nieuwe stad Tomi.
- Op 1 januari 2005 werden de gemeenten Kinasa, Togakushi en Toyono van het District Kamiminochi en Ooka van het District Sarashina aangehecht bij de stad Nagano.
- Op 13 februari 2005 werd de gemeente Yamaguchi (District Kiso) aangehecht bij de stad Nakatsugawa van de prefectuur Gifu.
- Op 20 maart 2005 smolten de gemeenten Saku en Yachiho van het District Minamisaku samen tot de nieuwe gemeente Sakuho.
- Op 1 april 2005 werden de gemeenten Azumi, Azusagawa en Nagawa (alle van het District Minamiazumi) en de gemeente Shiga van het District Higashichikuma aangehecht bij de stad Matsumoto.
- Op 1 april 2005 werd de gemeente Toyota van het District Shimominochi aangehecht bij de stad Nakano.
- Op 1 april 2005 werd de gemeente Narakawa van het District Kiso aangehecht bij de stad Shiojiri.
- Op 1 april 2005 werden de gemeenten Asashina en Mochizuki van het District Kitasaku en de gemeente Usuda van het District Minamisaku aangehecht bij de stad Saku.
- Op 1 oktober 2005 werden de gemeenten Kami en Minamishinano van het District Shimoina aangehecht bij de stad Iida.
- Op 1 oktober 2005 fuseerden de gemeente Akashina van het District Higashichikuma met de gemeenten Horigane , Misato en Toyoshina (allen van het District Minamiazumi tot de nieuwe stad Azumino.
- Op 1 oktober 2005 smolten de gemeenten Nagato en Wada van het District Chiisagata samen tot de nieuwe gemeente Nagawa
- Op 1 oktober 2005 werden de gemeente Mure en Samizu van het District Kamiminochi samengevoegd tot de nieuwe gemeente Iizuna.
- Op 11 oktober 2005 fuseerden Honjo, Sakakita en Sakai van het District Higashichikuma tot de nieuwe gemeente Chikuhoku
- Op 1 november 2005 werden de gemeente Hiyoshi, Kaida, Kisofukushima en Mitake, alle van het District Kiso, samengevoegd tot de nieuwe gemeente Kiso.
- Op 1 januari 2006 werden de gemeenten Miasa en Yasaka van het District Kitaazumi aangehecht bij de stad Omachi.
- Op 1 januari 2006 werd de gemeente Namiai van het District Shimoina aangehecht bij de gemeente Achi.
- Op 6 maart 2006 fuseerden de stad Ueda met de gemeenten Maruko, Sanada en Takeshi, alle van het District Chiisagata, tot de nieuwe stad Ueda.
- Op 31 maart 2006 werden de gemeenten Hase en Takato van het District Kamiina aangehecht bij de stad Ina.
- Op 31 maart 2009 werd het dorp Seinaiji aangehecht bij het dorp Achi. Beide dorpen bevinden zich in het district Shimoina.[1]
- Op 1 januari 2010 werden de gemeenten Shinshūshin en Nakajō (district Kamiminochi) aangehecht bij de stad Nagano.[2]
- Op 31 maart 2010 werd de gemeente Hata van het district Higashichikuma aangehecht bij de stad Matsumoto.[2]

## Bezienswaardigheden
- Het Kizaki-meer
- Kasteel van Matsumoto
- Zenko-ji

## Geboren
- Junichi Kakizaki (1971), kunstenaar, beeldhouwer
- Toshimasa Hara (1977), bassist (Dir en grey)
- Hiro Mashima (1977), mangaka
- Yoshiki Takahashi (1985), voetballer
- Ryo Miyaichi (1992), voetballer